# Tadla

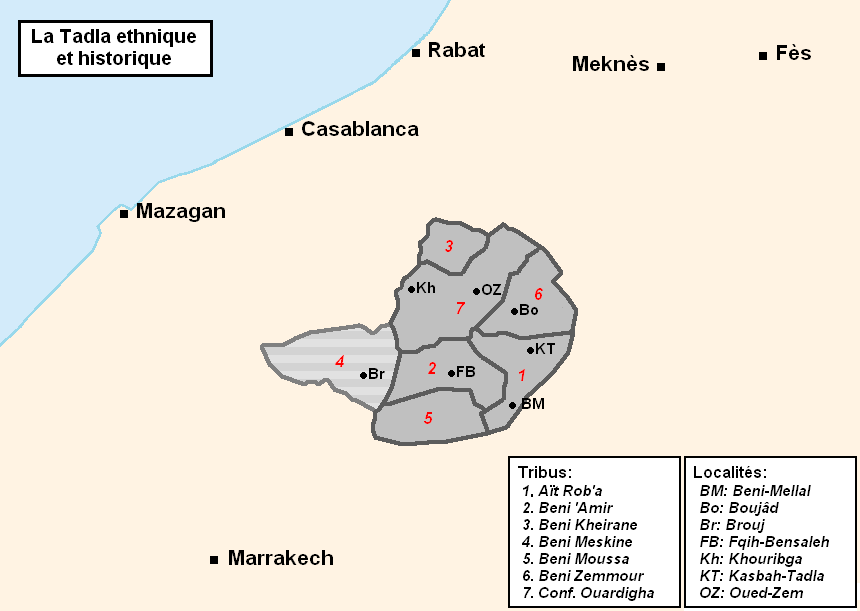
Mapa de Tadla junto con sus tribus.

Tadla fue un principado Árabe Beduino islámico ubicado en la actual Marruecos, específicamente en la cordillera del Atlas y que se mantuvo independiente desde la caída de los benimarines (1465) hasta la invasión de los saaditas.
Estuvo conformado por nueve tribus: Ait Robʿa, Beni ʿAmir, Beni Kheirane, Beni Meskine, Beni Moussa, Beni Zemmour y la confederación tribal Ouardigha (conformada por las tribus de Oulad Bahr Kbar, Oulad Bahr Sghar y Smaʿla).